# Lysý vrch (Jizerské hory)

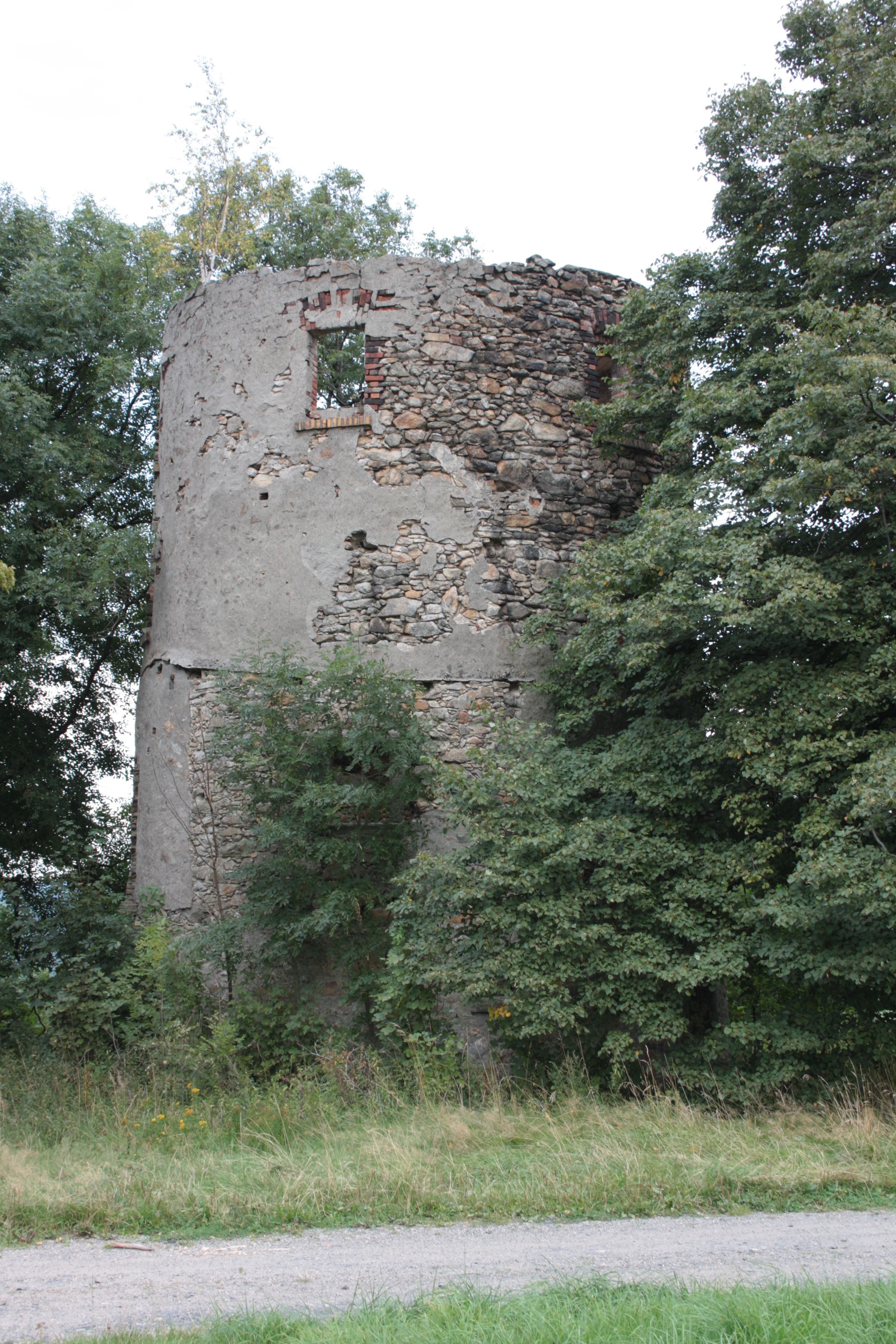
Ruiny větrného mlýna

Lysý vrch (642,8 m n. m.) je výrazný vrchol Albrechtické vrchoviny, nejzápadnější části Jizerských hor. Nachází se ve vzdálenosti asi dvou kilometrů severovýchodním směrem od Horního Vítkova, jenž je součástí Chrastavy. Vrchol má tvar ploché kupy a je složen z dvojslídné až biotitické ortoruly. Na severním svahu se nacházejí rulové a žulové balvany a suťové prameny.
Ze severní strany je téměř úplně zalesněn především smrčinovým porostem. Ostatní části jsou odlesněné a nacházejí se zde louky a pole. Na vrcholu Lysého vrchu stojí vedle telekomunikačních stožárů a větrných elektráren též zbytky někdejšího větrného mlýna. V 15. století se zde nacházely také kasiteritové doly.